# Makedonija (rimska provincija)
Rimska provincija Makedonija osnovana je 146. st. e., nakon što je rimski vojskovođa Kvint Cecilije Metel porazio Andriska 148. st. e. u posljednjem u nizu tzv. makedonskih ratova, te nakon što su ukinute četiri klijentske republike koje je Rim bio ranije osnovao na teritoriju antičke Makedonije. Rimska provincija obuhvaćala je i dio Epira (tzv. Epirus vetus), Tesaliju te dijelove Ilirije i Trakije.
U 3. ili 4. stoljeću provincija Makedonija podijeljena je na dva dijela: Macedonia Prima (na jugu) i Macedonia Salutaris (na sjeveru). Te su dvije provincije bile uključene u Makedonsku dijecezu, koju su još činile Tesalija, Epir, Ahaja i Kreta. Makedonska dijeceza je, zajedno s Dakijskom dijecezom i Panonskom dijecezom, činila Ilirsku prefekturu, koja je ustanovljena 318. godine n. e. Kada je Ilirska prefektura 379. godine podeljena na Zapadni i Istočni Ilirik, makedonske su provincije uključene u Istočni Ilirik. Nakon podjele Rimskog Carstva na Zapadno Rimsko Carstvo i Istočno Rimsko Carstvo 395. godine, Makedonija je pripala istočnom dijelu, odnosno Bizantu.

### Gospodarstvo
Augustovim principatom započeo je u Makedoniji dugotrajni period mira, prosperiteta i blagostanja, iako je njena važnost za ekonomiju Rimskog Carstva bila manja u usporedbi s važnošću susjedne Male Azije.
Ekonomskom napredovanju značajno je doprinijela izgradnja Egnacijevog puta, doseljavanje rimskih trgovaca u makedonske gradove, te osnivanje rimskih kolonija. Carska vlada je, zajedno s putevima i upravnim sustavom, donijela ekonomski prosperitet, koji je donosio korist kako rimskom vladajućem sloju tako i nižim društvenim slojevima. Uz prostrano obradivo zemljište i bogate pašnjake, vladajuće porodice zgrtale su ogromna bogatstva u društvu zasnovanom na robovskoj radnoj snazi.
Poboljšanje uvjeta života dovelo je do jačanja obrta u toj regiji. Kamenoresci, rudari, kovači i drugi upošljavani su u različitim komercijalnim djelatnostima. Grci su se zapošljavali kao odgojitelji, učitelji i liječnici širom Rimskog Carstva.
Izvoz se temeljilo na zemljoradnji i stočarstvu, ali su se izvozili i drugi proizvodi, kao što su željezo, bakar, zlato, drvna građa itd. Dodatni izvor prihoda bile su makedonske luke, kao na primjer Dion, Solun i Kasandrija.

## Vanjske poveznice
- Macedonia - Province of the Roman Empire